# ピアノ協奏曲 (ディーリアス)
ピアノ協奏曲 ハ短調 RT VII/4 は、フレデリック・ディーリアスが作曲したピアノ協奏曲。幾度にもわたる改訂を経ており、各版で大きく内容が異なる。全ての版を通じての公開初演は1904年10月24日、ドイツ、エルバーフェルトでユリウス・ブーツの独奏、ハンス・ハイムの指揮で行われた。

## 概要
1887年のライプツィヒで出会って以来、ディーリアスはグリーグと親しく交際しており、同年のクリスマスにはグリーグは自らの「ピアノ協奏曲」の写譜をディーリアスに贈っていた。また、1888年に訪英したグリーグが、ロンドンでの演奏会で同曲を弾いて成功を収めるのを目の当たりにしたディーリアスは、ピアノ協奏曲という楽曲形式に興味をそそられたものと思われる。その後すぐにディーリアスは様々に構想を練ったものの、しばらく経った1897年にようやくハ短調のピアノと管弦楽のための幻想曲を完成させた。この時、曲は3つの部分が一続きになった形式で、中間部分は変ニ長調だった。この初期版は1898年に作曲者とフェルッチョ・ブゾーニが2台ピアノ版で演奏しているものの、公にされることはなかった。
理由は不明ながらディーリアスは幻想曲の改定に取り掛かり、3楽章のピアノ協奏曲となったものが1904年に初演された。この版では変ニ長調の部分が独立した楽章となった上で終楽章が新たに書き下ろされており、曲の評判は悪いものではなかった。しかし、これに満足できなかったディーリアスは再び改訂に取り掛かり、終楽章を破棄した上で変ニ長調のパートを第1楽章の中間において初版に近い構成に戻した。さらにピアノ独奏部の書法に関してブゾーニの弟子でピアニストのテオドール・サーントー（Theodor Szántó）に助言を求め、聴き栄えがするように書き改められた。この版は1907年10月のロンドンでサーントーの手で初演に至っており、彼に献呈されている。
以上のような複雑な成立の経緯と他者の手による独奏部の存在などから、以後に作曲されたディーリアスの協奏曲に比べると、認知されないままとなっている曲であるといえる。

## 楽器編成
ピアノ独奏、フルート3、オーボエ2、イングリッシュ・ホルン1、クラリネット2、ファゴット2、ホルン4、トランペット2、トロンボーン3、テューバ1、ティンパニ、打楽器、弦五部

## 演奏時間
版によって異なる。
- 1897年初版：約30分[4]
- 1904年版：約28分[1]
- 他にも19分[3]、21分[5]など

## 楽曲構成
この節では、最終版について記述する。
- 第1楽章 モデラート (4分音符 = 96-112)
ハ短調、4分の4拍子、ソナタ形式。
オーケストラの6小節の導入に続き、ピアノが登場する。この導入部はテンポ指定を除きすべての版で同じである[1]。モルト・トランクィロと落ち着いて、ピアノと管弦楽の応答の中で叙情的な第2主題を出す。これらの主題が、ディーリアスがフロリダで触れた黒人音楽の影響を受けたものだとする研究結果が出ている[1]。元のテンポに戻って弱音からの展開部となり、ピアノが技巧を披露しつつ様々に表情を変えながら進行する。最終版では再現部が省略されており[1]、第2主題を用いて盛り上がりを築くとそのまま次に続く。

- 第2楽章 ラルゴ
変ニ長調、4分の4拍子。
ピアノによる落ち着いた主題から始まる。第1の部分の開始主題が静かに回想されると、多様な音程のピアノの重音が装飾する中、主題が幻想的に奏される。これが終わると次第にテンポを上げて、ホルンが堂々と主題を奏する。その後落ち着いてピアノが主題を穏やかに再現し、チェロとの対話に静まっていく。最後に技巧的なピアノのパッセージが置かれ、最後の部分に直接繋がる。

- 第3楽章 マエストーソ
ハ短調、4分の4拍子
全曲の冒頭主題をピアノが堂々と再現する。ピアノパートには度重なる長大なグリッサンドの使用が見られ、3和音の重音によるグリッサンドの後、第2主題の再現となる。大きく盛り上がるが、突如2分の2拍子、ヴィヴァーチェとなってティンパニのリズムに乗ったピアノがアルペジオを弾くと、すぐに4分の4拍子、マエストーソに戻り両主題を用いたコーダとなる。最後はヴィヴァーチェでティンパニが先ほどのリズムを刻む中、ハ長調となってピアノが華麗な重音奏法を見せて輝かしく全曲を閉じる。

ちなみに、1897年の初版ではアレグロ・ノン・トロッポ - ラルゴ - テンポ・プリモの3部分、そして1904年版ではアレグロ・マ・ノン・トロッポ（第1楽章）、ラルゴ（第2楽章）、マエストーソ・コン・モート・モデラート（第3楽章）の3楽章からなっていた。

## CD
- 1897年初版:ハワード・シェリー独奏、アンドリュー・デイヴィス指揮、ロイヤル・スコティッシュ・ナショナル管弦楽団（シャンドス CHAN10742）
- 1904年版:ピアーズ・レーン独奏、デーヴィッド・ロイド＝ジョーンズ指揮、アルスター管弦楽団（ハイペリオン・レコード CDA67296）